# Steinbruch Aumühle

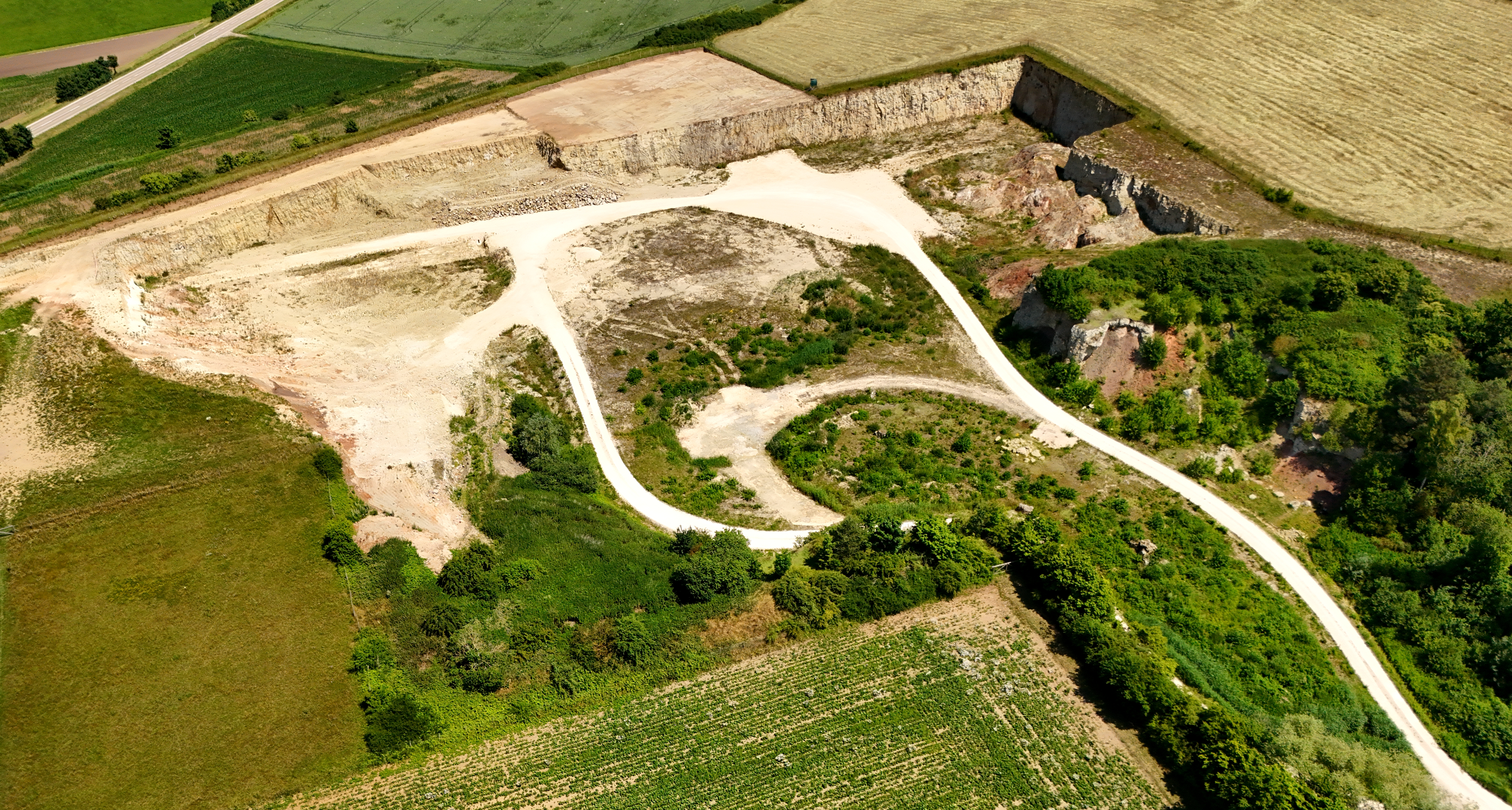
Luftbild (2025)

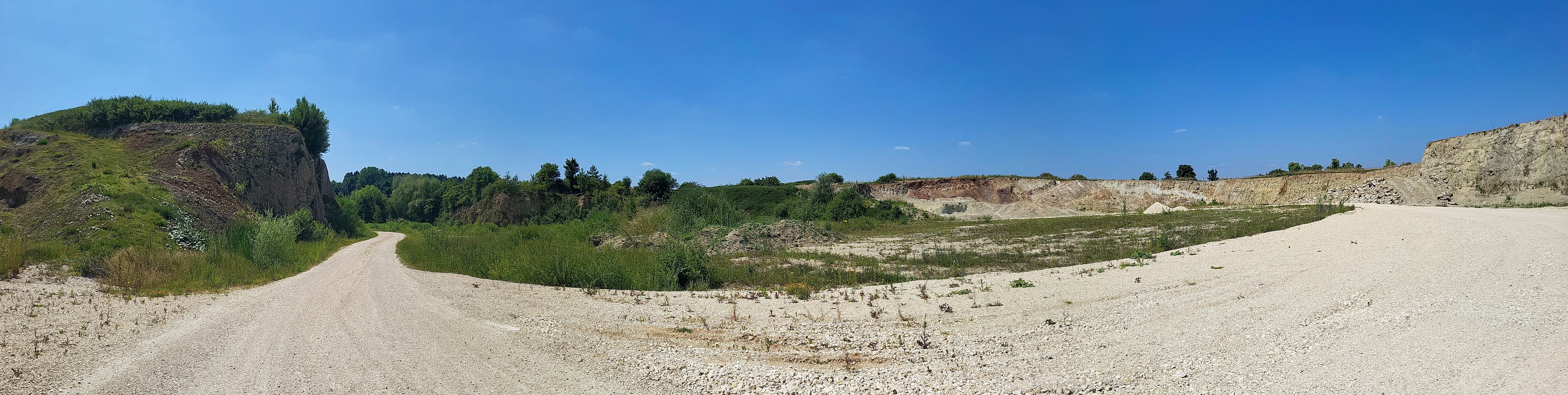
Panorama

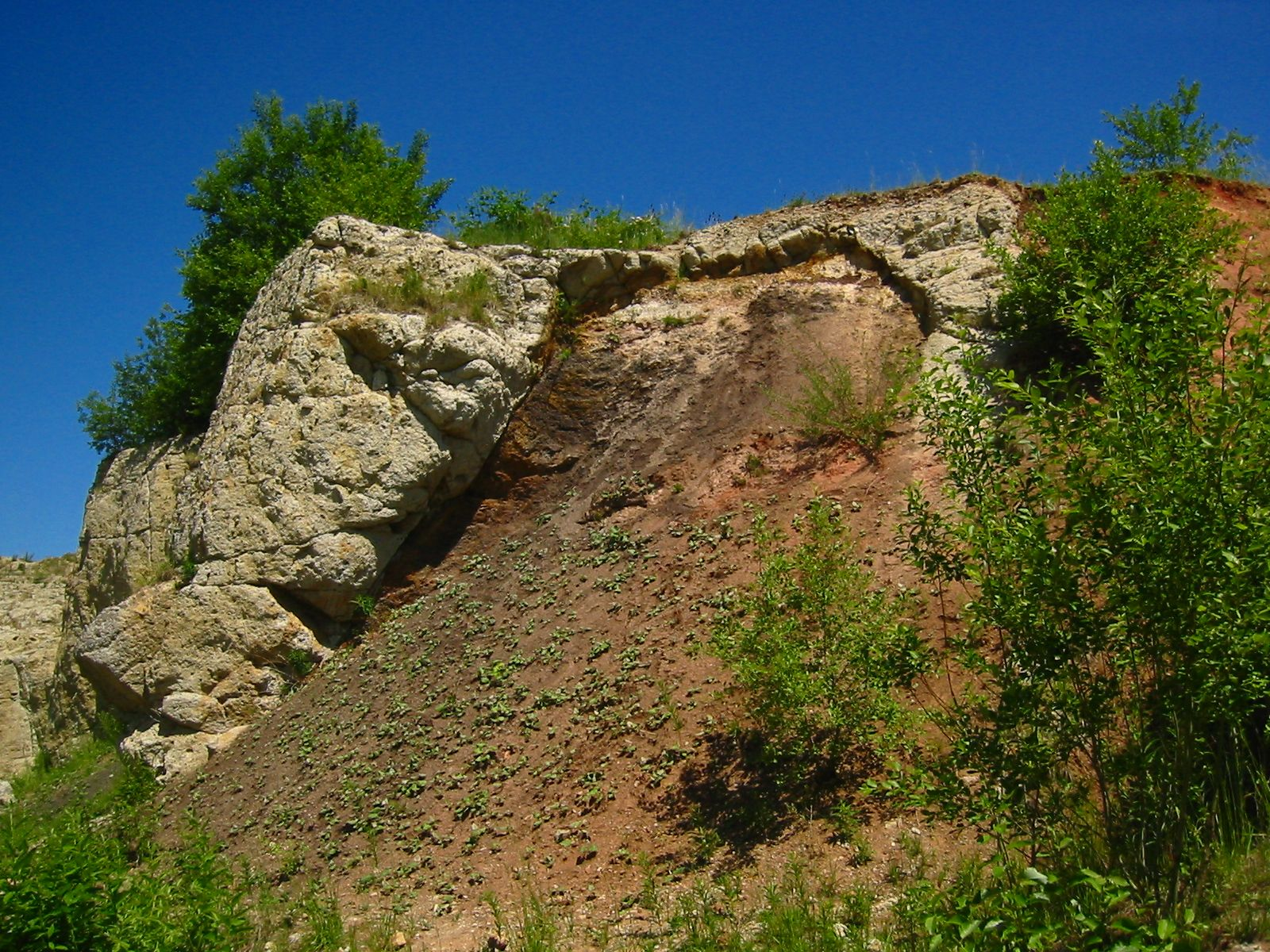
Bunte Brekzie überlagert von Suevit

Der Steinbruch Aumühle ist ein Steinbruch bei Aumühle, einem Ortsteil der Gemeinde Hainsfarth im schwäbischen Landkreis Donau-Ries in Bayern.

## Lage
Der Steinbruch befindet sich etwa 1,3 Kilometer nördlich von Hainsfarth im Nördlinger Ries.

## Beschreibung

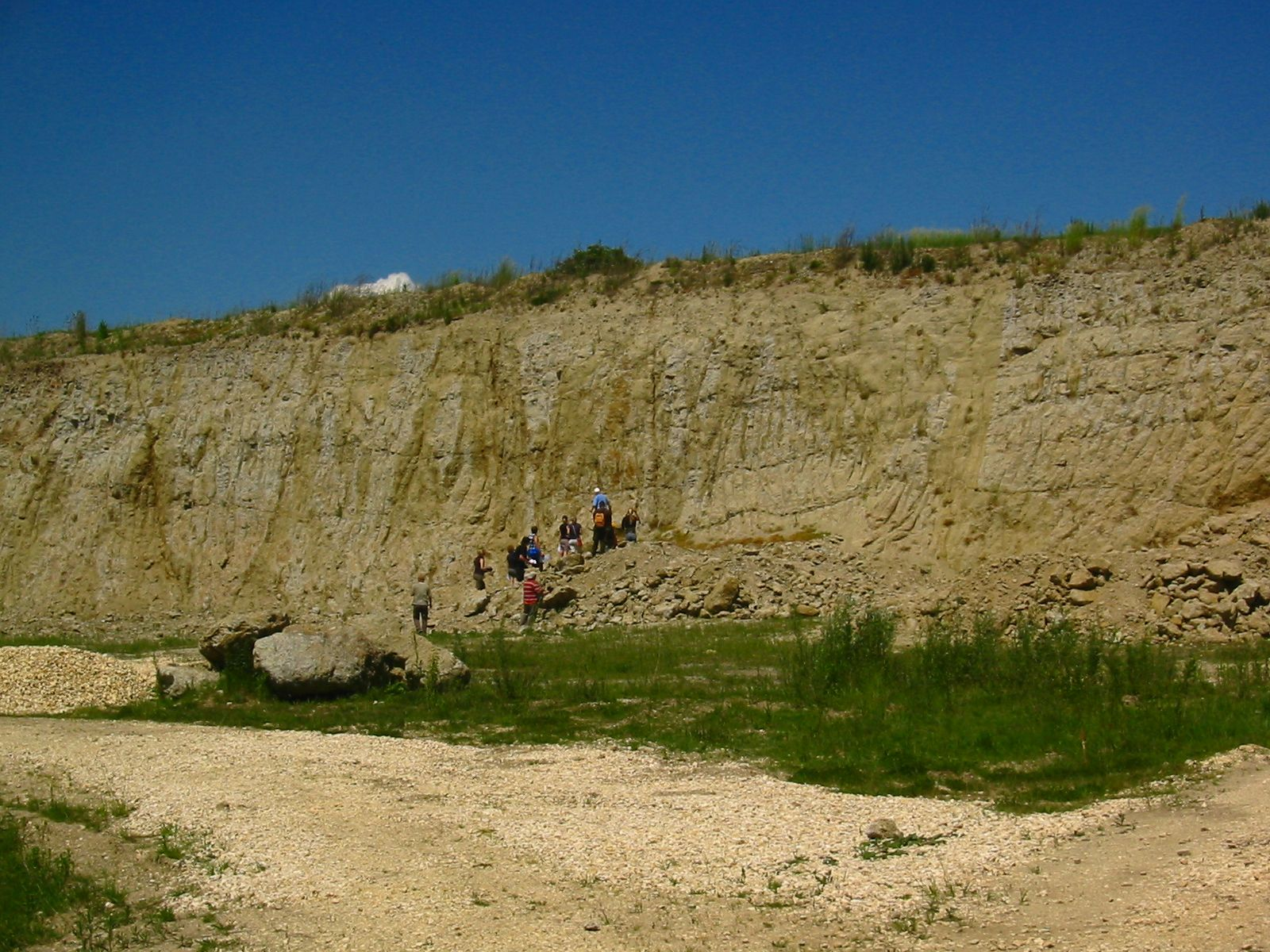
Bruchwand

Der Steinbruch zeigt die bei einem Meteoriteneinschlag im Nördlinger Ries vor knapp 15 Millionen Jahren beim Ries-Impakt entstandenen Gesteinsmassen. Diese sind als Bunte Brekzie und grauem, tuffähnlichem Suevit übereinander abgelagert.
Lange Zeit wurde für das Nördlinger Ries eine vulkanische Entstehung angenommen. Erst 1961 fand man eindeutige Beweise für einen Meteoriteneinschlag. Zur Zeit des Tertiärs schlug im Bereich der fränkisch-schwäbischen Alb ein etwa ein Kilometer großer Steinmeteorit mit einer Geschwindigkeit von mindestens 70.000 km/h ein. Der Meteorit selbst verdampfte. Druck- und Hitzewelle löschten alles Leben im Umkreis von weit über 100 Kilometern aus. Dabei entstand ein bis zu vier Kilometer tiefer und einem Durchmesser von 25 Kilometern Einschlagkrater. Dabei wurde unterhalb des Kraters das Gestein bis in mehrere Kilometer Tiefe zertrümmert, extrem komprimiert und teilweise aufgeschmolzen. Das Gesteinsmaterial wurde auch nach oben und zur Seite herausgeschleudert. Es entstand der Bunte Brekzie. Ein Teil davon glitt nachfolgend in den Krater zurück. Riesige Mengen von Staub, Asche und größere, zum Teil geschmolzene Gesteinstrümmer wurden bis in die Stratosphäre geschleudert und regneten anschließend von dort herab. Es entstand der Suevit, welcher die bereits abgelagerte Bunte Brekzie überdeckte.
Der Steinbruch Aumühle beinhaltet dadurch die beiden typischen Gesteinsprodukte, unten die Bunte Brekzie und darüber den Suevit. An der Ostseite des Bruches ist die Auflagerung von glasreichem Suevit auf Bunter Brekzie aufgeschlossen. Die Bunte Brekzie besteht hier überwiegend aus rötlichen und bräunlichen Keuper- und Dogger-Gesteinen. Zwischen dem Suevit und der Bunten Brekzie liegt eine dünne Übergangszone mit feinkörnigem Suevit. Die Bunte Brekzie besteht aus einem Gemenge der an der Einschlagstelle vorhandenen Gesteine (Gneise und Granite des Grundgebirges, rote und braune Trias-Sedimente und Kalke des Oberen Jura). Die Größe der Partikel reicht dabei von feinem Gesteinsstaub bis zu metergroßen Blöcken. Der Suevit ähnelt dem vulkanischen Tuff und besteht aus einer feinen grauen Grundmasse. In dieser sind Trümmer des ehemals vorhandenen Gesteins, teilweise in geschmolzener Form (Glas-Flädle), eingeschlossen. In den Impaktgesteinen ließen sich in der Zwischenzeit auch "shatter cones" (Strahlenkegel) nachweisen.
Der "kleine Bruder" des Rieskraters ist das etwa 45 Kilometer westlich gelegene Steinheimer Becken.
Im Rieskrater selbst bildete sich nach dem Impakt ein abflussloser See, in dem sich Niederschlag und Verdunstung im herrschenden subtropisch wechselhaften Klima die Waage hielten. Die Wassertiefe war daher nie groß und zeitweise fiel der See trocken. Hier wurden in 2 Millionen Jahren 300 Meter mächtige Tone mit kleinen Braunkohlenflözen sowie fossilreiche Kalke abgelagert. Erst als später die Wörnitz den Kraterrand durchbrach, lief dieser See leer.

## Verwendung der Ries-Gesteine
Suevit fand vor allem im Mittelalter als gut bearbeitbarer Baustein in vielen regionalen Bauwerken Verwendung. So wurde der Daniel, das 90 Meter hohe Wahrzeichen der Stadt Nördlingen aus Suevit erbaut. Der Turm zeigt heute jedoch auch die Anfälligkeit des Suevits für Verwitterung und im Mauerwerk sind zahlreiche offene und reparierte Ausbrüche zu finden.

## Zugang
Der Steinbruch ist noch in Betrieb. Eine Schautafel steht vor dem Eingang und vor dem Betreten ist eine telefonische Anmeldung bei der Firma Märker notwendig.

## Geotop
Der Steinbruch ist vom Bayerischen Landesamt für Umwelt (LfU) als geowissenschaftlich besonders wertvolles Geotop (Geotop-Nummer: 779A013) ausgewiesen. Er wurde auch vom LfU mit dem offiziellen Gütesiegel Bayerns schönste Geotope ausgezeichnet.